# The Art of Kissing Properly (album)
The Art of Kissing Properly er moi Caprices 3. albumudgivelse, udgivet 2006. Bl.a nummeret "Drama Queen" blev P3's Uundgåelige i uge 41, 2006.

## Sange
1. "The Art of Kissing Properly" – 4:05
2. "The Town and the City" – 3:08
3. "For Once in Your Life Try To Fight For Something" – 5:40
4. "A Supplement to Sunshine" – 4:44
5. "Wish You Were Her" – 5:03
6. "Stranger Than Fiction" – 2:09
7. "The Reinvention of Simple Math" – 5:18
8. "I Hate the Place, But I Go There To See You" – 3:13
9. "Drama Queen" – 4:38
10. "They’re Spies, Aren’t They?" – 4:37
11. "Down By the River" – 3:44